# THQ
THQ Inc. byl americký herní vývojář a vydavatel. Společnost byla založena v dubnu 1990 Jackem Friedmanem a zabývala se vývojem her pro stolní a kapesní herní konzole, osobní počítače a mobilní telefony.
Mezi jejich nejznámější tituly se řadí série Darksiders, Red Faction, Saints Row, S.T.A.L.K.E.R., Company of Heroes, Warhammer 40.000: Dawn of War, Titan Quest a Supreme Commander.
Po letech finančních potíží vyhlásila 23. ledna 2014 bankrot. Část majetků byla prodána v dražbě.
V roce 2014 byla ochranná známka získána společností Nordic Games, která v srpnu 2016 změnila název na THQ Nordic.

## Historie

### Začátky (1990–1999)
THQ byla založena v dubnu 1990 Jackem Friedmanem. „THQ“ je zkratka pro Toy Headquarters (Sídlo hračky). V září 1990 společnost koupila vývojářské studio Brøderbund, a v lednu 1991 vypustila svoji první videohru Peter Pan and the Pirates.
V roce 1994 firma úplně přestala vyrábět hračky a soustředila se výhradně na videohry. Jack Friedman opustil THQ v roce 1995 a založil herní společnost Jakks Pacific. Novým výkonným ředitelem se stal Brian Farrell.

### Rozvoj a nové akvizice (2000–2009)

Logo společnosti THQ od roku 2000 do roku 2011

V září 2000 THQ rozšířila vnitřní vývojové možnosti získáním společnosti Volition. Od té doby se vnitřní studio rozrostlo až do jedenácti studií na celém světě se schopností vývoje do všech herních platforem. Některá ze studií, například Relic Entertainment, Vigil Games, Blue Tongue Entertainment, Juice Games, Kaos Studios a Volition, pracovala na hrách pro konzole příští generace. 10. května 2007 THQ oznámila nejvyšší roční tržby přesahující miliardu dolarů.
3. listopadu 2008 společnost zavřela pět vnitřních studií: Paradigm Entertainment, Mass Media Inc., Helixe, Locomotive Games, a Sandblast Games.
V roce 2009 přiměl obrovský pokles prodeje THQ navrhnout strategický plán na seškrtání $220 milionu ročních nákladů do roku 2010, a společnost sázela na investice do menšího množství kvalitnějších her. Kvůli Velké recesi se mnoho z jejích špičkových titulů prodávalo špatně, přestože měly příznivé recenze. Se snížením hodnoty akcií o 86 % oproti předchozímu roku a tržní hodnotou pouze $173 milionů hrozilo THQ, že bude odkoupena jinými společnostmi. V březnu 2009 se od THQ oddělila studia Heavy Iron Studios a Incinerator Studios, která se stala samostatnými společnosti. O dva měsíce později, v květnu 2009, THQ prodala studia Big Huge Games firmě 38 Studios.
V srpnu 2009 odkoupila společnost THQ firmu Midway Studios San Diego za $200 000. Tímto nákupem získala THQ všechna aktiva, kromě videohry TNA Impact!.

### Reorganizace a finanční potíže (2010–2012)

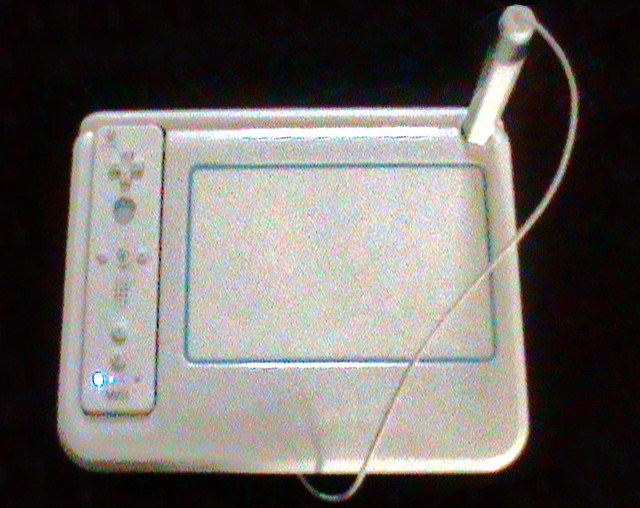
uDraw GameTablet

V srpnu 2010 THQ představila uDraw GameTablet, doplněk pro konzoli Nintendo Wii (od listopadu 2011 také pro PlayStation 3 a Xbox 360) za $70. Tento tablet se stal komerčním selháním a byl jedním z klíčových důvodů úpadku společnosti. V březnu 2011 THQ vypustila hru Homefront, po jejímž vydání akcie společnosti klesly o 26 % kvůli špatným recenzím. 13. června 2011 THQ oznámila zavření Kaos Studios (vývojář Homefront) a THQ Digital Warrington (dříve Juice Games). 27. července 2011 oznámila zrušení franšízy Red Faction, patrně kvůli nevalnému přijetí poslední hry v sérii, Red Faction: Armageddon.
Od ledna 2012 THQ vyhlásila, že opouští trh dětských her, a bude se soustředit výhradně na hry pro dospělé. Z toho důvodu v únoru 2012 THQ ukončila prodej uDraw GameTablet. V květnu 2012 společnost vykázala za fiskální rok končící 31. března 2012 čistou ztrátu $239,9 milionu. Tato ztráta byla o $100 milionu větší než za předchozí rok. V tomto měsíci byl novým ředitelem společnosti jmenován Jason Rubin.

### Vyhlášení bankrotu a likvidace, THQ Nordic (2012–2013)
13. listopadu 2012 THQ uvedla, že nezaplatila půjčku od společnosti Wells Fargo ve výši $50 milionů a byla na pokraji bankrotu. THQ musela odložit termín vydání svých hlavních titulů Company of Heroes 2 a Metro: Last Light do března 2013.
19. prosince 2012 se THQ přihlásila do bankrotového řízení podle Hlavy 11 s úmyslem prodat THQ a všechna svá aktiva společnosti Clearlake Capital Group s využitím firmy Centerview Partners jako prodejce. Nabídku však nakonec zamítla soudkyně Mary F. Walrath a věřitelé místo toho schválili individuální aukci titulů THQ, která proběhla 22. ledna 2013.
V aukci franšízu Homefront získala společnost Crytek (později byla získána společností Koch Media), vývojářská firma Relic Entertainment a práva na videohry k sérii Warhammer 40,000: Dawn of War byly prodány společnosti Sega a vydavatelská práva pro Evolve a WWE série od Turtle Rock Studios byly získány Take-Two Interactive. Společnost Ubisoft získala THQ Montreal a vydavatelská práva na South Park: The Stick of Truth, zatímco Volition a práva na vydávání franšízy Metro získala společnost Koch Media. Všechny zbývající franšízy společnosti THQ, včetně jejích zbývajících původních IP (kromě Homeworld, který získala společnost Gearbox Software, a Drawn to Life, získány 505 Games) a licencovaného softwaru, byly vydraženy na Nordic Games v dubnu 2013.
12. června 2014 společnost Nordic Games oznámila, že získala ochrannou známku THQ, což umožňuje studiu publikovat hry pod názvem THQ. V srpnu 2016 byla společnost přejmenována na THQ Nordic ve snaze lépe se spojit s historickou značkou.